# Альбрехт Прусский (1837)
Альбрехт (нем. Albrecht von Preußen, Фридрих Вильгельм Николай Альбрехт, нем. Friedrich Wilhelm Nikolaus Albrecht von Preußen; 8 мая 1837, Берлин — 13 сентября 1906, Каменец-Зомбковицки, Нижнесилезское воеводство) — принц прусский, сын принца Альбрехта (1809—1872) и Марианны Оранской-Нассау, племянник императора Вильгельма I. С 1885 года регент герцогства Брауншвейгского.

## Биография
В 1847 году поступил на службу в прусскую армию подпоручиком 1-го гвардейского пехотного полка.
В 1859 году, состоя в чине ротмистра в свите, он переведен в гвардейский драгунский полк, в 1861 году произведен в полковники и в 1863 году назначен командиром 1 гвардейского драгунского полка, с которым участвовал в 1864 году в походе в Шлезвиг, числясь в штабе принца Фридриха Карла.
Произведенный в 1865 году в генерал-майоры, принц был назначен в апреле 1866 года командиром 1-й гвардейской кавалерийской бригады, а при начале прусско-германской войны в июне 1866 года назначен командиром 1-й бригады тяжелой кавалерии Первой прусской армии; участвовал в сражениях при Скалице, при Швейншеделе и при Садове; по заключении мира назначен командиром 2-й гвардейской кавалерийской бригады.
26 июля 1870 года при начале франко-прусской войны произведен в генерал-лейтенанты, оставаясь командиром той же бригады; будучи причислен с нею сначала ко Второй армии, он участвовал 18 августа в сражении под Гравелотом, после чего был отчислен к Четвёртой армии и принял 1 сентября участие в сражении под Седаном, а в течение сентября в осаде Парижа. В конце сентября принц принял командование над летучим отрядом, посланным для прикрытия армии, стоявшей под Парижем, от войск, надвигавшихся с севера. В конце декабря присоединился со своей бригадою к Первой армии (состоявшей под командою генерала Мантейфеля), преследовал с 8-м армейским корпусом и с 3-й кавалерийской дивизией французского генерала Федерба; 2 и 3 января 1871 года участвовал со своим отрядом, подкрепленным пехотою и артиллерией, в битве при Бапоме, затем командовал 3-й резервною дивизией и сражался с отличием во главе её 19 января при Амьене.
По заключении мира назначен командиром 20-й Ганноверской дивизии, в 1874 году назначен командиром 10-го армейского корпуса, а в 1875 году произведен в генералы от кавалерии. После смерти последнего Вельфа старшей линии 21 октября 1885 года брауншвейгским собранием представителей избран регентом Брауншвейга.
В 1888 году произведен в генерал-фельдмаршалы прусской армии
Принц Альбрехт скончался 13 сентября 1906 года в Германии и был похоронен в парке подаренного ему матерью дворца Каменц в Нижней Силезии.

## Семья
Альбрехт женился 19 апреля 1873 года на Марии, дочери герцога Эрнста Саксен-Альтенбургского. Супруга приходилась ему дважды троюродной племянницей через герцога Карла II Мекленбург-Стрелицкого: Альбрехт был внуком его дочери Луизы, а другие его две дочери, Шарлотта и Фридерика, были прабабками Марии.
В этом браке родились три сына:
- Фридрих Генрих (15 апреля 1874 — 13 ноября 1940), женат не был. Детей не имел.
- Иоахим Альбрехт (27 сентября 1876 — 24 октября 1939), женился в 1919 году на Марии Блих-Зульцер (1872—1919), позднее в 1920 году на Каролине Корнелии Штокхаммер (1891—1952), развод в 1936 году
- Фридрих Вильгельм (12 июля 1880 — 9 марта 1925), в 1910 году женился на принцессе Агате цу Гогенлоэ-Шиллингсфюрст (1888—1960)